# Femmes et Merveilles
Femmes et Merveilles (titre original : Women of Wonder: Science-fiction Stories by Women about Women) est une anthologie de douze nouvelles et d'un poème éditée par Pamela Sargent, publiée en 1975 en littérature. La collection réimprime des œuvres d'autrices de science-fiction publiées à l'origine entre 1948 et 1973, classées par ordre chronologique. Cette anthologie a été traduite en français et publiée par les éditions Denoël en 1975.
Women of Wonder est la première anthologie d'une série de trois, suivie de Le Livre d'or de la science-fiction : Encore des femmes et des merveilles (1976) et The New Women of Wonder (en) (1978). Ces volumes sont considérés comme des textes clés dans la prise de conscience de la communauté de la science-fiction au cours des années 1970, car leur assemblage a donné une idée de l'histoire de l'écriture féminine de science-fiction tout en aidant à récupérer les premiers écrivaines. Les introductions de Pamela Sargent aux anthologies, en particulier, sont considérées comme ayant offert « des analyses complètes et informées des images et du rôle des femmes dans la SF ».
Pamela Sargent a revisité ces anthologies en 1995 dans le volume révisé Women of Wonder, The Classic Years: Science Fiction by Women from the 1940s to the 1970s (en) et son volume complémentaire, Women of Wonder, the Contemporary Years: Science Fiction by Women from the 1970s to the 1990s (en).

## Contenu
- « Introduction : les femmes dans la science-fiction » – Pamela Sargent

Dans cet essai, Sargent propose une brève histoire des femmes dans la science-fiction jusqu'en 1974. Elle discute de quelques-uns des premiers écrivaines féminins de premier plan, de Mary Shelley à CL Moore, puis examine comment les personnages féminins ont été ignorés ou stéréotypés par des écrivains comme Jules Verne, HG Wells, Isaac Asimov et Robert Heinlein. Elle conclut en écrivant que des changements se produiront probablement dans le genre si le lectorat montrent qu'il veut des perspectives différentes, ce qui incitera alors les éditeurs à s'intéresser aux nouvelles idées.
L'introduction comprend, comme le note James Nicoll, « une note de bas de page fascinante de plusieurs pages qui documente une discussion entre [Ursula K.] Le Guin et Stanislaw Lem sur [la perception de Lem des Géthènes comme masculins dans] La main gauche des ténèbres ».
- The Child Dreams" (poème) - Sonya Dorman
- Seule une mère...- Judith Merril
- Contagion – Katherine MacLean
- The Wind People - Marion Zimmer Bradley
- The Ship Who Sang - Anne McCaffrey
- Quand j'étais Miss Dow - Sonya Dorman
- The Food Farm - Kit Reed
- Baby, you were great - Kate Wilhelm
- Sex and/or Mr Morrison - Carol Emshwiller
- Vaster Than Empires and More Slow – Ursula K. Le Guin
- False Dawn- Chelsea Quinn Yarbro
- Nobody's Home- Joanna Russ
- Of Mist, and Grass, and Sand- Vonda N. McIntyre

## Réception
Dans une critique contemporaine de Women of Wonder et The Female Man de Joanna Russ, Cindy Baron souligne l'importance de l'anthologie :
Enfin, les femmes commencent à se réapproprier une part de la science-fiction. Nous commentons nos passés, éclairons le présent et créons des scénarios pour un futur radicalement différent. . . . Les héroïnes vont d'une future mère dans un monde post-atomique à un cyborg avec une personnalité de femme et un vaisseau en guise de corps, en passant par la cheffe d'un clan familial multiple. Toutes sont reconnaissables comme de vraies visions de femmes. . . . L'une des choses intéressantes à propos de cette collection est sa gamme. Les histoires traitent de toutes les facettes de l'existence des femmes d'aujourd'hui.
Écrivant en 2020 pour le 20e anniversaire de la revue universitaire féministe Femspec, Lisa Yaszek résume le rôle que Women of Wonder a joué dans la critique féministe de la science-fiction :
La science-fiction féministe proprement dite a explosé dans les années 1970, lorsque des anthologies telles que Women of Wonder de Pamela Sargent (1974) et Millennial Women de Virginia Kidd (1978) ont présenté pour la première fois au lectorat la vitalité et la diversité de la SF féminine et les travaux savants de Susan Wood, Marleen Barr, et quand Joanna Russ a entrepris de réfléchir à l'image des femmes dans la science-fiction.